# قیفک دال
قیفک دال (نام علمی: Conus dalli) نام یک گونه از سرده قیفک‌ها است.